# João de Sousa Araújo
João José Gramunha Vasques Cantos de Sousa Araújo (Lisboa, 12 de novembro de 1929 — Cascais, Estoril, 23 de março de 2023) foi um arquiteto, pintor e ceramista português, que se destacou na arte sacra e no desenho de notas de escudo. Estudou na Escola de Belas Artes de Lisboa e foi premiado várias vezes pela Sociedade Nacional de Belas Artes. 
Algumas das suas obras mais conhecidas são o retábulo da capela-mor da Basílica de Nossa Senhora do Rosário, em Fátima, os painéis sobre santos portugueses no Santuário do Cristo Rei, em Almada, e o hotel Savoy, na Madeira. Em 2014, foi condecorado pelo Vaticano com a Ordem de São Gregório Magno.

## Biografia
Filho de Renato de Penha e Cantos de Sousa Araújo (Lisboa, Belém, 14 de Novembro de 1911 - Lisboa, 14 de Março de 1950), Gravador no Banco de Portugal, e de sua mulher Maria Manuela Gramunha Vasques, e neto paterno de Augusto Cândido de Sousa Araújo, Jr. (Elvas, 2 de Outubro de 1883 - Lourenço Marques, 1960) e de sua mulher Isaura Alice de Penha e Cantos (Porto, 6 de Maio ou Junho de 1887 - Lisboa, 24 de Maio de 1967), prima-sobrinha-bisneta do 1.º Visconde da Coriscada.
Estudou na Escola de Belas Artes de Lisboa. Realizou exposições individuais em 1952 e 1962 e participou em diversas exposições coletivas, nomeadamente na Sociedade Nacional de Belas Artes, onde foi premiado em 1947 (Menção Honrosa), 1949 (3.º Prémio), 1951 (1.º Prémio) e 1953 (Menção Honrosa). Destaquem-se as suas obras de arte sacra, em particular o retábulo da capela-mor e os vitrais da Basílica de Nossa Senhora do Rosário, em Fátima. Tem outras obras de teor religioso em locais como o Santuário Nacional de Cristo Rei (em Almada), a Capela de São José (na Charneca de Caparica), a Igreja do Imaculado Coração de Maria (em Vale Figueira, diocese de Setúbal), a Igreja da Encarnação (em Lisboa) e a Catedral de Nampula (em Moçambique).
A 14 de Outubro de 2014, foi agraciado com o grau de Cavaleiro da Ordem de São Gregório Magno, da Santa Sé.
Casou com Maria Helena de Campos Henriques de Almeida da Costa (Lisboa, 26 de Março de 1934), filha de Fernando Carlos Serra da Costa (Lisboa, São Vicente de Fora, 24 de Outubro de 1886 - Cascais, Cascais, 2 de Agosto de 1968), trineto dum Italiano, Fundador da Companhia Portuguesa de Pesca, Procurador à Câmara Corporativa, Comendador da Ordem Militar de Nosso Senhor Jesus Cristo, etc, e de sua mulher (Lisboa, São Paulo, 17 de Maio de 1922) Sofia de Campos Henriques de Almeida (Lisboa, São Paulo, 12 de Julho de 1897 - Lisboa, São Paulo, 24 de Junho de 1966), Judia Sefardita, Senhora da Casa dos Campos em Vila Nova de Foz Coa, filha do 1.º Visconde de Pinhel e 1.º Conde de Pinhel.
A 12 de fevereiro de 2024, foi agraciado, a título póstumo, com o grau de Comendador da Ordem do Mérito.